# الفتح المبين بشرح الأربعين
الفتح المبين بشرح الأربعين للإمام العلامة الفقية المحقق شهاب الدين أحمد بن محمد بن علي بن حجر الهيتمي الشافعي (909-974هـ) كتاب يشرح الأربعين النووية للإمام النووي (ت 676هـ).

## سبب تصنيف الكتاب
يقول الإمام ابن حجر الهيتمي في مقدمة الكتاب: